# 愛上變身情人
，韓語片名來自英語「beauty inside」）是2015年韓國愛情電影，改編自2012年東芝與Intel合作的獲獎微電影廣告。由白宗烈執導，韓孝周、柳演錫、李凡秀、朴信惠、朴敘俊、金相浩、千玗嬉、上野樹里、李玹雨、趙達煥、李陣郁、徐康俊、李棟旭、高我星、金柱赫、李在濬、金大明等主演。片中的男主角醒來都會變成性別、年齡、國籍與前一天完全不同的另一個人，因為這一獨特的設定，影片中飾演這一角色的演員就多達二十多人，加上回憶鏡頭一共有七十多名演員飾演了這個角色。此片獲得第36屆韓國青龍電影獎最佳剪輯獎。2018年由JTBC改編成電視劇《愛上變身情人》。

## 簡介
禹鎮有著不為人知的秘密，他每天早上醒來，都會變成與前一天全然不同的人，有時是男人、有時是女人、有時年輕帥氣、有時老態龍鍾，甚至還會變成外國人。但是，在他神祕莫測的生活裡，唯一得以延續不變的，只有身邊美麗善良的女孩怡秀（韓孝周 飾）。然而兩人的愛情，也必須在每一次禹鎮「變身」之後，面臨全新的考驗。愛情的『百變面貌』在他們身上獲得最實際的印證，所謂真愛的意義，在這變化多端的過程中，一步步展現最溫暖的解答。

## 演员阵容
- 韓孝周 饰演 洪怡秀（香港配音：張頌欣）

家具销售，禹镇的恋人。
- 柳演錫 饰演 禹镇123 禹鎮全片旁白（香港配音：曹啟謙）
- 金大明 饰演 禹镇1（香港配音：劉奕希）

家具设计师。
- 都枝寒 饰演 禹镇18（香港配音：李凱傑）
- 裴晟佑 饰演 禹镇33（香港配音：陳欣）
- 朴信惠 饰演 禹镇43（香港配音：何璐怡）
- 李凡秀 饰演 禹镇45（香港配音：葉振聲）
- 朴敘俊 饰演 禹镇60（香港配音：周倚天）
- 金相浩 饰演 禹镇61（香港配音：朱子聰）
- 千玗嬉 饰演 禹镇64（香港配音：凌晞）
- 上野樹里 饰演 禹镇74
- 李在濬 饰演 禹镇75（香港配音：李凱傑）
- 金民宰 饰演 禹镇78（香港配音：蕭徽勇）
- 李玹雨 饰演 禹镇81（香港配音：李凱傑）
- 趙達煥 饰演 禹镇82（香港配音：李錦綸）
- 李陣郁 饰演 禹镇84（香港配音：麥皓豐）
- 徐康俊 饰演 禹镇92（香港配音：李鎮然）
- 金希沅 饰演 禹镇93（香港配音：麥皓豐）
- 李棟旭 饰演 禹镇100（香港配音：關令翹）
- 高我星 饰演 禹镇101（香港配音：何璐怡）
- 金柱赫 饰演 禹镇109（香港配音：陳欣）
- 李東輝 饰演 韓尚伯（香港配音：黃啟昌）

禹镇的好友。
- 文淑 饰演 禹鎮的母親（香港配音：蔡惠萍）
  - 金施恩 饰演 年轻时的禹镇母亲
- 李璟榮 饰演 禹鎮的父親（香港配音：張炳強）
  - 咸泰仁 饰演 路边摊的禹镇父亲
- 李美度 饰演 洪恩秀（香港配音：吳羨婷）

怡秀的姊姊。
- 崔用閔 饰演 怡秀的父親（香港配音：譚炳文）
- 申東美 饰演 室長（香港配音：曾秀清）

洪怡秀的上司。
- 朴旻洙 饰演 禹镇80
- 朴根祿 饰演 禹镇44
- 郑荣基 饰演 禹镇72
- 孙成灿 饰演 禹镇77
- 張義秀 饰演 禹镇106
- 高圭弼 饰演 禹镇108
- 李智敏 饰演 酒吧女子
- 李春 饰演 酒吧女子
- 孔敏贞 饰演 神经科住院医生
- 廉智詠 饰演 女客人

## 拍摄
该片在布拉格取景拍摄。

## 電影主題曲
| 曲序 | 曲目                                      | 演唱者 |
| ---- | ----------------------------------------- | ------ |
| 1.   | 美麗的內心（The Beauty Inside）（主题曲） | 尹鐘信 |

## 電影OST
| 曲序 | 曲目                                | 演唱者    |
| ---- | ----------------------------------- | --------- |
| 1.   | True Romance (엔딩 테마)            | Citizens! |
| 2.   | Beauty Inside (뷰티 인사이드)       |           |
| 3.   | 베스트 프렌드                       |           |
| 4.   | 설레이다                            |           |
| 5.   | 첫 데이트                           |           |
| 6.   | Amapola (Guitar Ver.) (이수의 테마) |           |
| 7.   | 어느 날 갑자기                      |           |
| 8.   | 그녀                                |           |
| 9.   | 그녀와 함께                         |           |
| 10.  | 거리에서                            |           |
| 11.  | 아쉬움                              |           |
| 12.  | 잠 못 이루는 밤                     |           |
| 13.  | 바라보다                            |           |
| 14.  | 갈등                                |           |
| 15.  | 마주보기                            |           |
| 16.  | He                                  |           |
| 17.  | 두려움                              |           |
| 18.  | 사랑이란                            |           |
| 19.  | 우진                                |           |
| 20.  | 청혼반지                            |           |
| 21.  | 엄마                                |           |
| 22.  | 기다리다                            |           |
| 23.  | 이별                                |           |
| 24.  | Amapola (Orchestra Ver.)            |           |
| 25.  | 재회                                |           |
| 26.  | True Romance (Populette Remix)      | Citizens! |

## 发行
藉由坎城電影市場（Cannes Film Market），對日本、香港、澳門、臺灣、新加坡、馬來西亞、印尼、汶莱和菲律賓九個亞洲國家或地區完成預售放映權。

## 外部連結
- 官方网站 
- 韩国电影数据库（KMDb）上《愛上變身情人》的資料
- 互联网电影数据库（IMDb）上《愛上變身情人》的资料（英文）
- 《愛上變身情人》在HanCinema的页面（英文）（英文）
- AllMovie上《愛上變身情人》的资料（英文）
- 爛番茄上《愛上變身情人》的資料（英文）
- Metacritic上《愛上變身情人》的資料（英文）
- Box Office Mojo上《愛上變身情人》的資料（英文）
- Yahoo奇摩電影上《愛上變身情人》的資料（繁體中文）
- 開眼電影網上《愛上變身情人》的資料（繁體中文）
- 时光网上《愛上變身情人》的資料（简体中文）
- 豆瓣电影上《愛上變身情人》的資料 （简体中文）

| 台灣 東森電影台 週日晚上9:00全台首播 |
| ------------------------------------ |
| 愛上變身情人 2016年5月8日            |